# Warmoesstraat (Amsterdam)

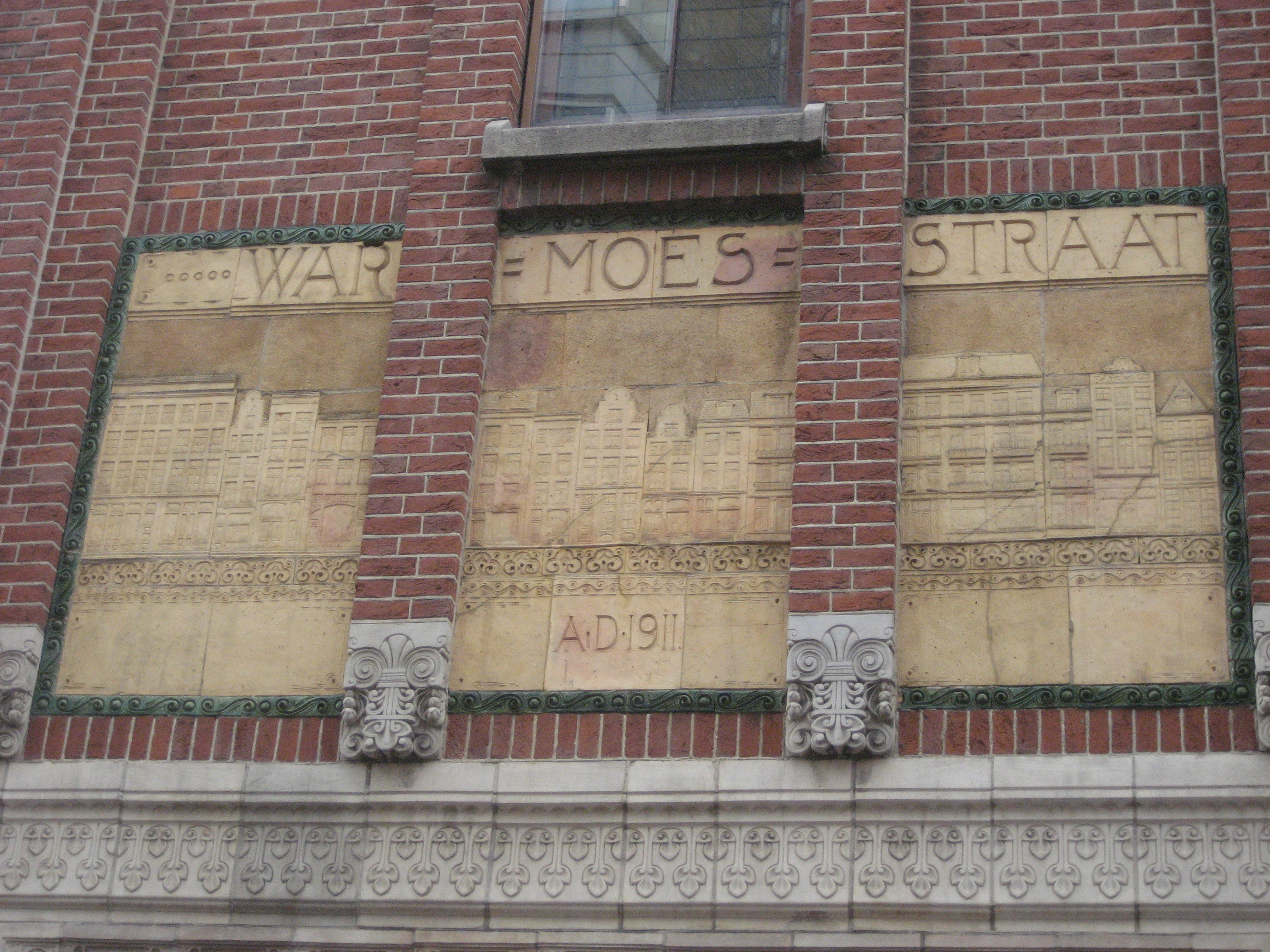
Gevelsteen Warmoesstraat.

De achtergevels van de huizen langs de Warmoesstraat staan in het water van het Damrak. Foto uit de 19e eeuw.

De Warmoesstraat is een van de oudste straten van Amsterdam. Ze loopt evenwijdig met het Damrak van de Nieuwebrugsteeg naar de Dam.

## Naam
De huidige Warmoesstraat had tot in de 17e eeuw twee namen: Kerkstraat voor het noordelijke deel tot de Oude Kerk en Warmoesstraat voor het zuidelijke deel. De naam is afgeleid van warmoezerijen, naar de handel in groenten. In 1957 is het gedeelte bij Hotel Krasnapolsky bij de Dam gevoegd. Het eerste stukje van de Warmoesstraat heet echter Sint Olofspoort, naar de middeleeuwse stadspoort die daar ooit stond.

## Geschiedenis
Met het leggen van de Dam in de Amstel ontstond in de 13e eeuw Amsterdam. Het centrum van de stad wordt gevormd door de oude monding van de Amstel, het Damrak. De Amstel had toen nog de volledige breedte tussen de Nieuwendijk en de Warmoesstraat. De Warmoesstraat ligt op de dijk aan de oostkant van het Damrak. Al snel werd echter een strook in het Damrak aangeplempt en was de straat aan beide zijden bebouwd, waarbij de gevels aan de Damrakzijde in het water stonden (en nog steeds staan). Warmoesstraat 90 is het oudste nog bestaande woonhuis van de stad, zo bleek in 2012 uit dendrochronologisch onderzoek: het gebruikte hout dateert uit ongeveer 1485. 
Bij de Dam stond tot 1565 een waag en de handel concentreerde zich rond het Damrak, dat de haven vormde. In de 16e eeuw was de Warmoesstraat de straat met de grootste huizen waar de rijkste burgers van Amsterdam woonden. Jan Pieterszoon Coen woonde voor zijn huwelijk, als hij in Nederland was in de Warmoesstraat en Joost van den Vondel dreef er zijn kousenwinkel. De straat was toen dé winkelstraat van Amsterdam en er vestigden zich veel handelsfirma's, drukkerijen en kaartenmakerijen. 
Met de aanleg van de Herengracht en andere nieuwe grachten in de 17e eeuw verhuisden zij daarheen. De Kalverstraat nam de plaats van de Warmoesstraat in als voorname winkelstraat. Er vestigden zich toen veel restaurants in de leeggekomen panden. 
In de tweede helft van de twintigste eeuw ging de Warmoesstraat door leegstand snel achteruit. Tegen de jaren 1980 waren de Warmoesstraat en de Zeedijk vanwege de overlast door drugshandel de beruchtste straten van Nederland. Door gerichte acties van de politie en de vele politiecamera's die in de wijk zijn aangebracht is de criminaliteit echter inmiddels naar andere wijken verplaatst en is de Warmoesstraat een van de veiligere straten van Amsterdam. Veel historische panden zijn gerenoveerd en gesplitst in appartementen. De straat is tegenwoordig bovendien een drukbezocht uitgaanscentrum, met overwegend cafés, hotels, restaurants en winkeltjes.
Een erfenis van de jaren 1980 is het relatief grote aantal coffeeshops, waarvoor het stadsdeel in het bestemmingsplan van 2006 echter een uitsterfbeleid heeft vastgesteld: na verkoop van een zaak is cannabisverkoop er niet meer toegestaan. In een gezamenlijke strategienota geven de gemeente en het stadsdeel in 2008 zelfs aan dat alle tien coffeeshops in de straat binnen tien jaar een andere bestemming moeten krijgen.

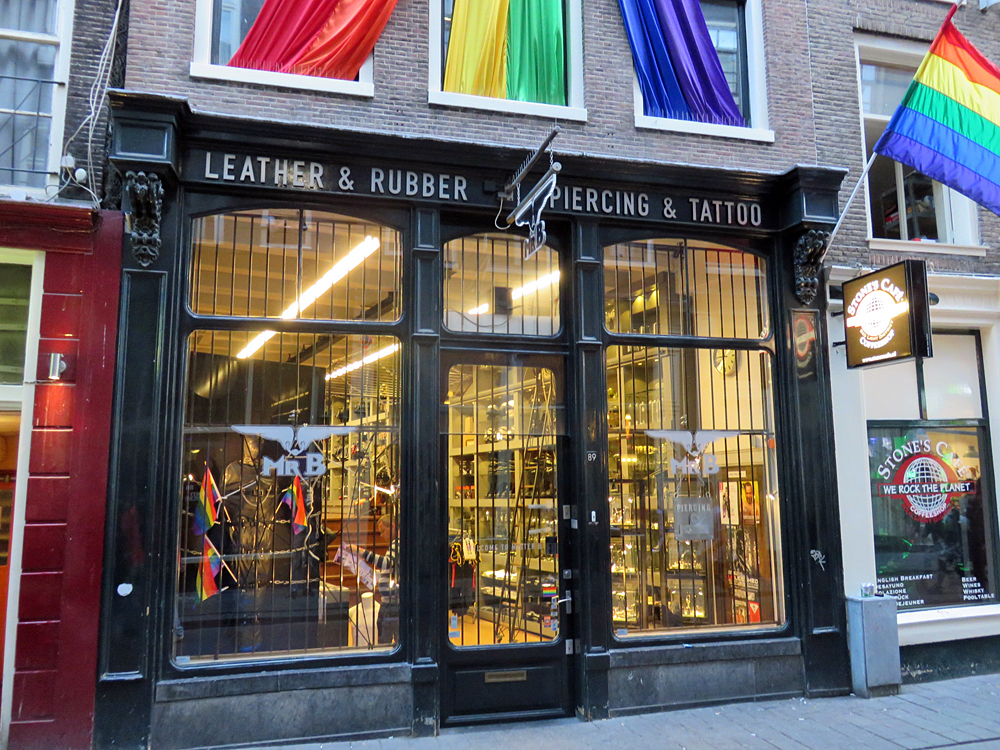
Leer- en rubberfetishwinkel Mr. B aan de Warmoesstraat 89.

## Leerscene
De Warmoesstraat telt ook enkele winkels en bars gericht op homoseksuele mannen met een leerfetisj en vormt daarmee het centrum van de Amsterdamse leerscene. Deze subcultuur deed medio jaren vijftig zijn intrede, toen Hotel Tiemersma aan de Warmoesstraat 20 geopend werd. Als een dependance werd in 1965 de leerbar Argos geopend in de Heintjehoeksteeg, die later verplaatst werd naar de Warmoesstraat. Daar volgden later nog de leerbars The Eagle en Dirty Dicks. Rondom deze zaken vindt sinds 1996 jaarlijks eind oktober de Amsterdam Leather Pride plaats.
Voor deze doelgroep was er tussen 1987 en 2010 aan de Warmoesstraat 96 ook een discotheek/seksclub genaamd Cockring. Die moest na de vondst van harddrugs sluiten op last van de politie, maar werd in 2011 heropend onder de naam Club Fuxxx. De zaak was echter geen succes en sloot in 2013, waarna Edgar Bonte, organisator van de Rapidofeesten, het pand omvormde tot een meer gemengde club onder de naam The Warehouse. Die werd per 1 maart 2016 gesloten na klachten over geluidsoverlast.

## Specifieke panden
- Restaurant Reflet is gebouwd in 1885, volledig in belle-époque-stijl, oudste restaurant van Amsterdam in originele staat.
- Voormalig Politiebureau Warmoesstraat, Warmoesstraat 44, 46, 48 en 50 (Adres: Warmoesstraat 48). Het bureau waar onder meer Appie Baantjer, Simon de Waal en Hendrik Voordewind werkten, berucht om de toestanden die er zich rond dat bureau afgespeeld hebben. Het bureau dat ook de rosse buurt als werkterrein had. Het politiebureau is in 2000 verhuisd naar de nabijgelegen Beursstraat, met een dienstingang aan de Warmoesstraat 98, ter hoogte van het Oudekerksplein en is in 2016 verhuisd naar de Nieuwezijds Kolk.
- Geels & Co, Warmoesstraat 67. Koffie- en theebranderij annex winkel met op de bovenverdieping een Koffie- en Theemuseum. Winkel en delen van het interieur zijn ruim 140 jaar oud.

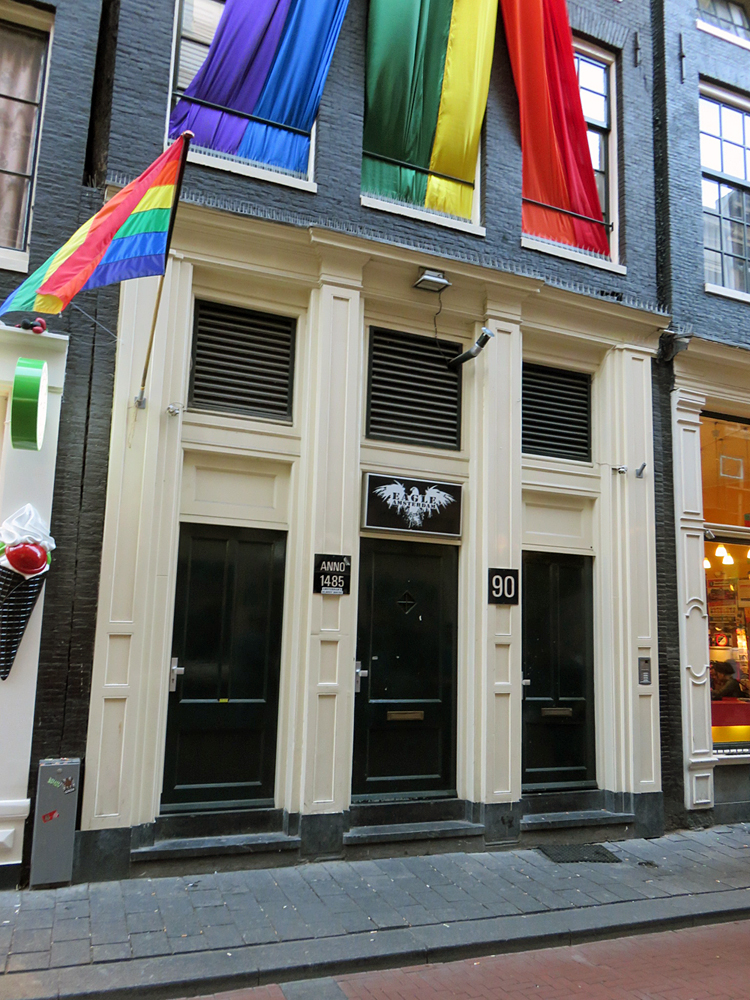
Het "oudste huis" uit 1485 aan de Warmoesstraat 90, tegenwoordig zit hier leerbar The Eagle.

- In De Vergulde Pauw, Warmoesstraat 69, gingen in 1522 wonen, na hun trouwen: Pieter Gerritz Bicker, later burgemeester van Amsterdam, en Anna Codde[4] :13
- 'Oudste bestaande woonhuis van Amsterdam', Warmoesstraat 90. In juni 2012 werd hier een houten huis uit circa 1485 'ontdekt', zodat er in Amsterdam toch nog een woonhuis uit de 15e eeuw bestaat. Dit gaat schuil achter een onopvallende 19e-eeuwse gevel. Na een brand werd bij nader bouwhistorisch onderzoek geconstateerd dat het houtskelet veel ouder is dan tot dan toe bekend.[5]
- Wijs en Zonen, Warmoesstraat 102: Koffie- en theebranderij annex winkel. De winkel is bijna in ongewijzigde staat sinds de 18e eeuw. Wijs en Zonen zijn hofleverancier.
- Achtergevel Amsterdamse effectenbeurs, Warmoesstraat 110 met Standbeeld Joost van den Vondel (1937) van Gerarda Rueter
- 'In het Paradijs', Warmoesstraat 148. Het was vroeger een van de mooiste huizen van de stad. In de 15e/16e eeuw het woonhuis van Haesje Claes, de vermoedelijke stichteres van het Amsterdamse Burgerweeshuis.
- Een voormalige drukkerij, Warmoesstraat 153-157. Sinds 1994 is dit de sociëteit van het ASC/AVSV.
- Voormalig klooster van de Zusters Augustinessen van Sint Monica, Warmoesstraat 159. De zusters Augustinessen verleenden er Zo'n vijftig jaar opvang aan daklozen. In 2009 stopten ze vanwege hun hoge leeftijd en in 2010 verlieten ze Amsterdam.
- De Wintertuin van Hotel Krasnapolsky, Warmoesstraat 169. In 1879/1880 gebouwd naar een ontwerp van architect G.B. Salm. In die tijd was het gebruik van glas en ijzer nog een noviteit. De constructie met gietijzeren kolommen moest de ruimte ook aankleden. Ook het gebruik van elektrische verlichting was zeer modern voor die tijd. De Wintertuin zou Gerard Philips hebben geïnspireerd om een gloeilampenfabriek te beginnen.[bron?] Na de restauratie in 1989 weer in volle glorie te zien.
- Achtergevel Warmoesstraat 34 (te zien vanaf het Damrak). Fraai voorbeeld van vierraams gevel "op 't water" in Lodewijk XVI-stijl (circa 1770-1800), met een gesneden rechte kroonlijst met guirlandeversieringen en een groot driehoekig fronton boven het middendeel.

## Trivia
De Warmoesstraat is autoluw: auto's hebben alleen tussen 7 en 12 uur 's morgens toegang en er mag niet geparkeerd worden.